# 아르갈리
아르갈리(Argali, 학명: Ovis ammon)는 소과에 속하는 야생 양의 일종이다. 중앙아시아(히말라야산맥, 티베트, 알타이산맥)의 고지대에서 서식한다. 다 자란 것의 천적은 눈표범, 늑대이다. 그러나 아기의 천적은 눈표범, 늑대, 여우, 스라소니, 독수리이다.

## 아종
현재, 9종의 아종이 알려져 있다.
- 알타이아르갈리 (O. a. ammon)
- 카라간다아르갈리 (O. a. collium)
- 고리아르갈리 (O. a. darwini)
- 티베트아르갈리 (O. a. hodgsoni)
- 북중국아르갈리 (O. a. jubata)
- 톈산아르갈리 (O. a. karelini)
- 카라타우아르갈리 (O. a. nigrimontana)
- 마르코폴로아르갈리 (O. a. polii)
- 세베르조프아르겔리 (O. a. severtzovi)